# Paradella de canyissar
La paradella de canyissar (Rumex hydrolapathum) és una de les espècies de plantes herbàcies perennes del gènere Rumex. Aquesta en particular és hidròfita.

## Particularitats
Són natives dels canyissars dels aiguamolls i dels bancs d'Europa i d'Àsia Occidental, és a dir, tenen una distribució eurosiberiana. És el més alt del seu gènere, amb tiges de flors d'una alçada d'1,5-2 m, la seua grandària és d'uns 1-3 metres en total.
La seua floració es dona de juny a setembre. Les flors estan disposades en els verticils de densos raïms ramificats al final de les tiges. Com la majoria de les paradelles, les flors són roges al final de l'estiu, però s'enfosquiran, quan les llavors maduren.
Fregar-se les fulles d'agrella per la pell pot alleujar el dolor d'ortigues urticants. A més té el seu propi escarabat, Gastrophysa viridula, així com un curculiònid de color roig brillant, Apion miniatum.